# أبهاي كومار دوبي
أبهاي كومار دوبي،  هو صحفي وكاتب. وقد كتب العديد من الكتب  من بينها كتاب «بهارات مين راجنتي كال أور آج» (Bharat Mein Rajniti-Kal Aur Aaj)  و«كنوز العالم العظيمة الشهيرة» (World Famous Great Treasures) ، وغيرها. وأبهاي كومار دوبي هو مشارك سياسي فعلي في الإعلام الهندي.

## الحياة العملية
أبهاي كومار دوبي هو محلل سياسي في مركز دراسات المجتمعات النامية (CSDS).

## الآراء
«يتم التعبير عن الأماني الإقليمية من حيث حماية استقلال الحوكمة والتشريعات الإقليمية. ويظهر الإحساس بالسلطة عندما تتغلب الولايات على محاولات المركز للتعدي على أراضيها».

## قائمة الكتب
- بهارات مين راجنتي كال أور آج (Bharat Mein Rajniti-Kal Aur Aaj)
- كنوز العالم العظيمة الشهيرة (World Famous Great Treasures)
- راجنيتي كي كيتاب (Rajneeti Ki Kitab)
- راستفاد كا أيودهيا كاند (Rastvad Ka Ayodhya Kand)
- بهارات كا بهومانداليكران (Bharat Ka Bhoomandalikaran)
- ألغاز لم تحل (Unsolved Mysteries)
- راهاسيا (Rahasya)
- مغامرات (Adventures)